# Жидков, Валерий Степанович
Валерий Степанович Жидков (род. 4 сентября 1939) — советский и российский шахматист. Мастер спорта СССР по шахматам (1962), международный мастер (1993). Участник чемпионата СССР (1972), неоднократный призёр командных первенств СССР.

## Биография
Представляя в шахматных соревнования город Запорожье, стал мастером спорта в 1962 г. по результатам турнира в Одессе, в котором пять кандидатов в мастера играли в три круга против пяти мастеров, набрав 8 очков из 15 . Чемпион Украинской ССР (1967), призёр первенств Украинской ССР (1966, 1972) .
Участник финального турнира 40-го чемпионата СССР (1972). В 1973 г. на международном турнире в Варне показал результат на уровне международного мастера , однако официально это звание было присвоено ФИДЕ 20 лет спустя.
Представлял Украинскую ССР на командных первенствах СССР. В составе сборной УССР был бронзовым призёром IV Спартакиады народов СССР (1967), командного первенства СССР (1969), Всесоюзной Олимпиады (1972). Призёр командного первенства СССР 1966 г. в составе команды ДСО «Спартак» .
Работал тренером по шахматам в Москве. Привлекался к работе со сборной СССР. Один из сильнейших гроссмейстеров России Дмитрий Андрейкин в одном из интервью после успешного выступления в Кубке мира и выхода в турнир претендентов на звание чемпиона мира упоминал его как своего наставника: «Последний мой тренер — Жидков Валерий Степанович. С ним было очень интересно, он многое мне дал».
| Графики недоступны из-за технических проблем. См. информацию на Фабрикаторе и на mediawiki.org. |